# Reinhold Petersson
Reinhold Henning Gillis Petersson, född 19 augusti 1929 i Hagshults församling Jönköpings län, är en svensk tecknare, poet och instrumenttekniker.
Petersson är som tecknare och konstnär autodidakt. Han har medverkat i Linköpings kulturnämnds jurybedömda sommarutställningar ett flertal gånger.
Han blev känd för sina runda fritt upphängda spetsfundiga bildelement. 
Han var anställd vid FFV/CVMs instrumentverkstad i Linköping där man ansvarade för underhållet av flygplansinstrument. Som tecknare har han medverkat i Östgöta Correspondenten, Östgöten, CVM Nytt, FFV Nytt, Vi smålänningar och Expressen. Vid sidan av tecknandet har han skrivit poesi och prosa som han själv har framfört i radio.
Petersson är representerad vid Mjölby kommun och Linköpings kommun.